# Peppermint Patty
Pour les articles homonymes, voir Patty (homonymie).
Patricia Reichardt dite « Peppermint Patty » est un personnage essentiel du comic strip Peanuts par Schulz. Elle ne doit pas être confondue avec Patty. 

## Histoire
Peppermint Patty apparaît pour la première fois le 22 août 1966. Elle est une bonne amie de Charlie Brown (qu'elle appelle « Chuck ») et de Marcie. Elle rencontrera Charlie Brown grâce à son ami Roy en 1966 mais elle rencontrera, sa meilleure amie, Marcie en 1972 en tant que conseillère de camp. Ce qui implique que Marcie est plus jeune que Peppermint Patty. Pourtant, les deux sont dans la même classe, il est possible que Peppermint Patty ait redoublé et que Marcie ait sauté une classe. Peppermint Patty est une mauvaise élève (ses notes sont toujours autour de D-) mais elle est très forte en sport (malgré le fait qu'elle porte des sandales, ce qui devrait l'empêcher de courir correctement). Peppermint Patty doit faire face à un code vestimentaire dans son école, ce qui l'empêche de porter ses sandales et l'oblige à porter une robe (ce qui est contre sa volonté),. Peppermint Patty ne semble pas vivre dans le même quartier que Charlie Brown, elle doit traverser la ville pour l'aider au baseball .Quelques années après son introduction il devient clair que Peppermint Patty est amoureuse de Charlie Brown.

## Personnalité
Peppermint Patty est un garçon manqué: elle fait souvent du sport et est la plus active du groupe. Elle a la fâcheuse habitude de s'endormir en cours, ce qui lui vaut de mauvaises notes, sa pire note étant Z-. Elle ne réalisera pas que Snoopy est un chien avant 1974, soit huit ans après sa première apparition. Elle est l'entraineur d'une équipe de baseball, qui gagne souvent les matchs qu'elle effectue contre l'équipe de Charlie Brown, à part lorsqu'elle doit déclarer forfait. Elle a aussi l'habitude de déformer les noms (elle appelle Lucy, « Lucille »). Cette habitude lui sera retournée par Schroeder qui l'appellera Patricia dans « Play It Again, Charlie Brown! »

## Apparence
Peppermint Patty a des cheveux moyennement longs avec une frange. Elle a aussi un gros nez et des taches de rousseurs. Elle porte un t-shirt, un short et des sandales (qu'elle porte même l'hiver). Dans les adaptations animées, son t-shirt est vert, son short est noir et ses cheveux sont châtains, auburn.

## Famille
Peppermint Patty vit uniquement avec son père ce qui peut laisser entendre que sa mère est morte.

## Anecdotes
1. Peppermint Patty est le premier personnage féminin de Peanuts qui ne porte pas de robe
2. Peppermint Patty devait être le protagoniste de son propre comic-strip
3. Peppermint Patty est le nom d'une friandise américaine
4. Même si elle déteste porter des robes, son pyjama en prend la forme et elle en porte néanmoins une pour patiner.